# André-Adolphe-Eugène Disdéri

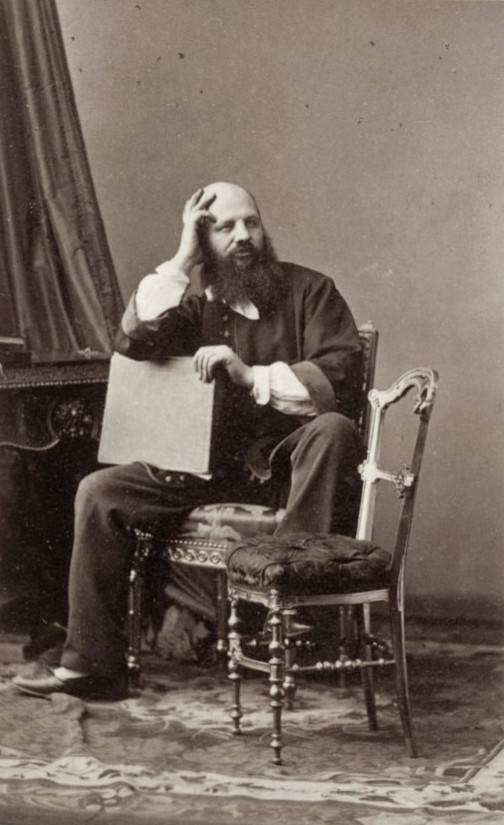
André Adolphe Eugène Disdéri

André Adolphe Eugène Disdéri foi um fotógrafo francês (Paris, 28 de março de 1819 - Paris, 04 de outubro de 1889).
Foi um dos grandes representantes do  retrato fotográfico popular de corte academista, um gênero onde se reúnem uma série de iniciativas artísticas que giram à volta da ideia de mostrar as qualidades físicas ou morais das pessoas que aparecem nas imagens fotográficas. A “fotografia academista” ficou, também, conhecida como “fotografia artística ou pictorialista”.
Teve um grande êxito comercial e um grande número de clientes que provocou queixas de outros fotógrafos que se viram obrigados a encerrar os seus estúdios. Idealizou um sistema para tornar as fotografias mais baratas, conhecido como “carte-de-visite”. Numa só placa colocava vários retratos, utilizando-se assim menos produtos químicos, placas e tempo. As fotografias obtidas com este método eram mais pequenas e de tamanho semelhante ao de um cartão de visita. As fotografias eram mais económicas o que fazia com que as pessoas mais humildes pudessem fazer fotografias, o que lhes dava a ilusão de terem subido socialmente.
Disdéri considerava-se um artista de carácter academista. Os seus retratos mostravam o ofício do retratado em detrimento da sua personalidade. Aparece, deste modo, o escritor rodeado de livros e papel e o pintor com seus pincéis e cavalete em pleno trabalho, o científico com seus instrumentos, etc.
Recorre à fotografia de corpo inteiro, esquecendo-se da sua cara para incluir todo o apetrecho Desta forma Disdéri retratava mais modelos do que pessoas. Era a maneira de conceber o retrato conforme o academicismo da época. 
A partir de 1855 começa a retocar a cor das fotografias, de forma sistemática, para eliminar cicatrizes e outras imperfeições. Foi um dos primeiros a fazer fotografias de nus, com carácter erótico que teve grande êxito comercial. Acabou fazendo fotografia ambulante e morreu, em 1889 num sanatório, surdo e quase cego.